# Drôle de week-end
Het drôle de week-end was een populair festival in Alma, dicht bij Quebec. Het festival werd jaarlijks gehouden tussen 1997 en 2008.
Het zich ontspannen door te lachen stond er centraal. Het publiek werd uitgenodigd de humoristische cultuur uit Quebec te leren kennen door spektakels en lachwekkende gezinsactiviteiten.